# Davide Ballerini
Davide Ballerini (* 21. září 1994) je italský profesionální silniční cyklista jezdící za UCI WorldTeam Astana Qazaqstan Team.

## Hlavní výsledky
2012
Mistrovství Evropy
 3. místo silniční závod juniorů
2014
Rás Tailteann
vítěz 8. etapy
Course de la Solidarité Olympique
3. místo celkově
 vítěz soutěže mladých jezdců
2015
3. místo Trofeo Alcide Degasperi
10. místo Piccolo Giro di Lombardia
2016
4. místo Coppa dei Laghi-Trofeo Almar
7. místo Piccolo Giro di Lombardia
9. místo Ronde van Vlaanderen Beloften
2017
Tirreno–Adriatico
 vítěz vrchařské soutěže
9. místo Memorial Marco Pantani
10. místo Coppa Bernocchi
2018
vítěz Memorial Marco Pantani
vítěz Trofeo Matteotti
Sibiu Cycling Tour
vítěz prologu
3. místo Gran Piemonte
3. místo GP Industria & Artigianato di Larciano
5. místo Giro dell'Appennino
2019
Evropské hry
 vítěz silničního závodu
Tour of California
 vítěz vrchařské soutěže
4. místo Brussels Cycling Classic
2020
Tour de Pologne
vítěz 5. etapy
Národní šampionát
2. místo silniční závod
2. místo Brussels Cycling Classic
4. místo Druivenkoers Overijse
Mistrovství Evropy
6. místo silniční závod
2021
vítěz Omloop Het Nieuwsblad
Tour de La Provence
 vítěz bodovací soutěže
vítěz etap 1 a 2
10. místo Primus Classic
2022
vítěz Coppa Bernocchi
Tour de Wallonie
vítěz 4. etapy
Mistrovství světa v gravelu
9. místo závod mužů elite
2023
6. místo Omloop Het Nieuwsblad
7. místo Dwars door Vlaanderen

### Výsledky na Grand Tours
| Grand Tour      | 2018 | 2019 | 2020 | 2021 | 2022 | 2023 | 2024 |
| --------------- | ---- | ---- | ---- | ---- | ---- | ---- | ---- |
| Giro d'Italia   | 68   | —    | 72   | —    | 99   | DNF  | 70   |
| Tour de France  | —    | —    | —    | 108  | —    | —    | 140  |
| Vuelta a España | —    | —    | —    | —    | —    | —    |      |

| —   | Nezúčastnil se |
| DNF | Nedokončil     |